# みくぴ
みくぴ（本名非公開、2000年3月11日 - ） は、日本の元女性モデル。お笑い芸人の渡辺直美を意識した容姿で知られている。エーライツに所属していた。

## 経歴

### モデル
2016年8月、学生イベント「制服High School Festival 2016」にて、お笑い芸人・渡辺直美の物まねを披露したことをきっかけに、芸能事務所A-Lightにスカウトされて、芸能界入り。
2017年3月からファッション雑誌「Popteen」のレギュラーモデルを務める。誌面では体型を生かした「ぽちゃカワ」スタイルを発信している。同年3月8日、朝の情報番組「ZIP!」の「ぽちゃカワ女子」特集で、多くの女子高生から支持を受ける人物として取り上げられた。「Popteen」編集長の森茂穂は、「本当に久しぶりに『見つけた!』と感じた子。ぽっちゃりでも可愛いという自覚がしっかりある。時代のアイコンになって欲しい」とコメントを寄せた。2018年1月、ぽっちゃり女性向けファッション雑誌「la farfa」同年3月号に初登場。

### その他
2017年4月、TBSのバラエティ番組「櫻井・有吉 THE夜会」、「有吉ジャポン」に出演し、「ビヨンセの腰振りダンスをものまねする渡辺直美」を真似するパフォーマンスを披露した。これに対し視聴者からは渡辺と似た容姿に驚きと困惑の声が上がった。その後、番組出演の依頼が相次ぎ、学業を優先しつつ出演を重ねる。
2017年5月、マレーシア出身の歌手Irisの「ファンタスティック ジャパン」のミュージック・ビデオに出演。マレーシアにはいない体型のファンタスティックなモデルだからという理由でみくぴに出演が依頼された。ビデオにはみくぴの他に、バラエティ番組「新しい波24」でIrisと共演するカミナリ、フースーヤ、ペコリーノ、吉住が出演している。同年6月12日、バラエティ番組「ザ!世界仰天ニュース」で、再現VTRで渡辺直美を演じた。

### 引退
2020年3月31日、自身のTwitterで所属していたA-Lightを退所し芸能界を引退したことを発表した。同年3月に短期大学を卒業し、昔からの夢であった保育士として就職したことを報告した。

## 人物
渡辺直美のことを常に意識しており、体型やファッションも真似ている。渡辺を意識し始めたのは小学生のときで、太っているのが嫌でクラスにも馴染めなかったときに見たお笑い番組「ピカルの定理」のコント「白鳥美麗物語」を見て渡辺に一目惚れした。最初は憧憬だけだったが、後に渡辺のようになりたいと強く思うようになった。自分が最も渡辺と似ていると思う瞬間は「真顔」で、真顔で不意に写真を撮影されたときが一番似ていると確信している。

## 出演

### ミュージック・ビデオ
- Iris「ファンタスティック ジャパン」（2017年）

### 雑誌
- Popteen（角川春樹事務所、2017年3月 - ）レギュラーモデル